# Mestes
Mestes – miejscowość i gmina we Francji, w regionie Nowa Akwitania, w departamencie Corrèze.
Według danych na rok 1990 gminę zamieszkiwały 263 osoby, a gęstość zaludnienia wynosiła 23 osoby/km² (wśród 747 gmin Limousin Mestes plasuje się na 382. miejscu pod względem liczby ludności, natomiast pod względem powierzchni na miejscu 527.).